# Хокеј на леду на Зимским олимпијским играма 1968.
Хокејашки турнир на Зимским олимпијским играма 1968. био је једанаести по реду олимпијски турнир у хокеју на леду у организацији Светске хокејашке федерације (ИИХФ). Турнир се одржао као део програма Зимских игара X олимпијаде чији домаћин је био француски град Гренобл, а све утакмице играле су се у Палати спортова. Олимпијски турнир се одржавао од 6. до 17. фебруара 1968. године. Такмичење је уједно представљало и 35. по реду турнир за титулу светског првака, док су се европске селекције такмичиле и за 46. титулу првака Европе.
На олимпијском турниру учествовало је 14 репрезентација, а репрезентације су биле подељене у две групе. Екипе из групе А такмичиле су се за олимпијске медаље, док су се екипе из групе Б такмичиле за пласман од 9. до 14. места. Репрезентација Совјетског Савеза, иначе актуелног светског првака остварила је максималан учинак и тако освојила трећу олимпијску титулу, а уједно и осму титулу светског првака и дванаесту титулу првака Европе. Сребрна медаља припала је селекцији Чехословачке, док је бронзу освојила репрезентација Канаде. Репрезентације Италије и Пољске су одустале од учешћа на турниру.
Најефикаснији играч турнира био је совјетски нападач Анатолиј Фирсов са 16 индексних поена (12 голова и 4 асистенција). На укупно одиграних 43 утакмица постигнуто је 316 голова или у просеку 7,35 голова по утакмици.
Репрезентација Југославије по други пут је заиграла на олимпијским играма, а заузела је 9. место.

## Учесници олимпијског турнира
На олимпијском турниру учествовало је укупно 14 репрезентација, 11 из Европе, две из Северне Америке, а једно место је било резервисано и за екипу из азијско-пацифичке зоне.
| - Западна Немачка - Канада - Сједињене Државе - Совјетски Савез - Финска - Чехословачка - Шведска - Аустрија - Јапан - Југославија - Француска - Норвешка - Источна Немачка - Румунија |

## Кваллификације за попуну група
У квалификацијама за састав група учествовало је 6 екипа, а играло се по нокаут систему у 3 дуела.
| 4. фебруар 1968. | Гренобл | Источна Немачка | 3 : 1  | Норвешка    | 2:1, 1:0, 0:0 |
|                  |         |                 |        |             |               |
| 4. фебруар 1968. | Гренобл | Финска          | 11 : 2 | Југославија | 3:0, 6:0, 2:2 |
|                  |         |                 |        |             |               |
| 4. фебруар 1968. | Гренобл | Западна Немачка | 7 : 0  | Румунија    | 1:0, 3:0, 3:0 |

## Резултати олимпијске групе А
| №  | Репрезентација   | Ут | П | Нер | И | ГД | ГП | ГР  | Бод |
| -- | ---------------- | -- | - | --- | - | -- | -- | --- | --- |
| 1. | Совјетски Савез  | 7  | 6 | 0   | 1 | 48 | 10 | +38 | 12  |
| 2. | Чехословачка     | 7  | 5 | 1   | 1 | 33 | 17 | +16 | 11  |
| 3. | Канада           | 7  | 5 | 0   | 2 | 28 | 15 | +13 | 10  |
| 4. | Шведска          | 7  | 4 | 1   | 2 | 23 | 18 | +5  | 9   |
| 5. | Финска           | 7  | 3 | 1   | 3 | 17 | 23 | -6  | 7   |
| 6. | Сједињене Државе | 7  | 2 | 1   | 4 | 23 | 28 | -5  | 5   |
| 7. | Западна Немачка  | 7  | 1 | 0   | 6 | 13 | 39 | -26 | 2   |
| 8. | Источна Немачка  | 7  | 0 | 0   | 7 | 13 | 48 | -35 | 0   |

| 6. фебруар 1968.  | Гренобл | Совјетски Савез  | 8 : 0  | Финска           | 3:0, 2:0, 3:0 |
| 6. фебруар 1968.  | Гренобл | Чехословачка     | 5 : 1  | Сједињене Државе | 1:1, 2:0, 2:0 |
| 6. фебруар 1968.  | Гренобл | Канада           | 6 : 1  | Западна Немачка  | 0:0, 4:1, 2:0 |
|                   |         |                  |        |                  |               |
| 7. фебруар 1968.  | Гренобл | Шведска          | 4 : 3  | Сједињене Државе | 0:0, 4:2, 0:1 |
| 7. фебруар 1968.  | Гренобл | Совјетски Савез  | 9 : 0  | Источна Немачка  | 4:0, 2:0, 3:0 |
|                   |         |                  |        |                  |               |
| 8. фебруар 1968.  | Гренобл | Чехословачка     | 5 : 1  | Западна Немачка  | 1:0, 2:0, 2:1 |
| 8. фебруар 1968.  | Гренобл | Финска           | 5 : 2  | Канада           | 2:1, 1:0, 2:1 |
|                   |         |                  |        |                  |               |
| 9. фебруар 1968.  | Гренобл | Шведска          | 5 : 4  | Западна Немачка  | 4:3, 0:0, 1:1 |
| 9. фебруар 1968.  | Гренобл | Совјетски Савез  | 10 : 2 | Сједињене Државе | 6:0, 4:2, 0:0 |
| 9. фебруар 1968.  | Гренобл | Канада           | 11 : 0 | Источна Немачка  | 4:0, 4:0, 3:0 |
|                   |         |                  |        |                  |               |
| 10. фебруар 1968. | Гренобл | Чехословачка     | 4 : 3  | Финска           | 0:1, 3:0, 1:2 |
| 10. фебруар 1968. | Гренобл | Шведска          | 5 : 2  | Источна Немачка  | 1:0, 2:1, 2:1 |
|                   |         |                  |        |                  |               |
| 11. фебруар 1968. | Гренобл | Канада           | 3 : 2  | Сједињене Државе | 1:2, 0:0, 2:0 |
| 11. фебруар 1968. | Гренобл | Совјетски Савез  | 9 : 1  | Западна Немачка  | 4:1, 4:0, 1:0 |
|                   |         |                  |        |                  |               |
| 12. фебруар 1968. | Гренобл | Чехословачка     | 10 : 3 | Источна Немачка  | 5:2, 1:0, 4:1 |
| 12. фебруар 1968. | Гренобл | Шведска          | 5 : 1  | Финска           | 1:0, 2:1, 2:0 |
| 12. фебруар 1968. | Гренобл | Сједињене Државе | 8 : 1  | Западна Немачка  | 2:1, 4:0, 2:0 |
|                   |         |                  |        |                  |               |
| 13. фебруар 1968. | Гренобл | Совјетски Савез  | 3 : 2  | Шведска          | 1:1, 0:0, 2:1 |
| 13. фебруар 1968. | Гренобл | Канада           | 3 : 2  | Чехословачка     | 0:0, 3:0, 0:2 |
|                   |         |                  |        |                  |               |
| 14. фебруар 1968. | Гренобл | Финска           | 3 : 2  | Источна Немачка  | 3:1, 1:0, 0:1 |
|                   |         |                  |        |                  |               |
| 15. фебруар 1968. | Гренобл | Сједињене Државе | 6 : 4  | Источна Немачка  | 3:1, 1:1, 2:2 |
| 15. фебруар 1968. | Гренобл | Канада           | 3 : 0  | Шведска          | 2:0, 0:0, 1:0 |
| 15. фебруар 1968. | Гренобл | Чехословачка     | 5 : 4  | Совјетски Савез  | 3:1, 1:1, 1:2 |
|                   |         |                  |        |                  |               |
| 16. фебруар 1968. | Гренобл | Финска           | 4 : 1  | Западна Немачка  | 2:1, 1:0, 1:0 |
|                   |         |                  |        |                  |               |
| 17. фебруар 1968. | Гренобл | Западна Немачка  | 4 : 2  | Источна Немачка  | 1:0, 2:1, 1:1 |
| 17. фебруар 1968. | Гренобл | Сједињене Државе | 1 : 1  | Финска           | 1:1, 0:0, 0:0 |
| 17. фебруар 1968. | Гренобл | Совјетски Савез  | 5 : 0  | Канада           | 1:0, 1:0, 3:0 |
| 17. фебруар 1968. | Гренобл | Шведска          | 2 : 2  | Чехословачка     | 1:1, 0:1, 1:0 |

## Резултати групе Б
| №   | Репрезентација | Ут | П | Нер | И | ГД | ГП | ГР  | Бод |
| --- | -------------- | -- | - | --- | - | -- | -- | --- | --- |
| 09. | Југославија    | 5  | 5 | 0   | 0 | 33 | 9  | +24 | 10  |
| 10. | Јапан          | 5  | 4 | 0   | 1 | 27 | 12 | +15 | 8   |
| 11. | Норвешка       | 5  | 3 | 0   | 2 | 15 | 15 | 0   | 6   |
| 12. | Румунија       | 5  | 2 | 0   | 3 | 22 | 23 | -1  | 4   |
| 13. | Аустрија       | 5  | 1 | 0   | 4 | 12 | 27 | -15 | 2   |
| 14. | Француска      | 5  | 0 | 0   | 5 | 9  | 32 | -23 | 0   |

| 7. фебруар 1968.  | Гренобл | Југославија | 5 : 1  | Јапан       | 2:0, 0:0, 3:1 |
| 7. фебруар 1968.  | Гренобл | Румунија    | 3 : 2  | Аустрија    | 2:1, 1:1, 0:0 |
|                   |         |             |        |             |               |
| 8. фебруар 1968.  | Гренобл | Норвешка    | 4 : 1  | Француска   | 1:1, 2:0, 1:0 |
|                   |         |             |        |             |               |
| 9. фебруар 1968.  | Гренобл | Румунија    | 7 : 3  | Француска   | 2:0, 2:0, 3:3 |
| 9. фебруар 1968.  | Гренобл | Југославија | 6 : 0  | Аустрија    | 2:0, 2:0, 0:0 |
|                   |         |             |        |             |               |
| 10. фебруар 1968. | Гренобл | Јапан       | 4 : 0  | Норвешка    | 2:0, 2:0, 0:0 |
|                   |         |             |        |             |               |
| 11. фебруар 1968. | Гренобл | Аустрија    | 5 : 2  | Француска   | 1:0, 3:2, 1:0 |
|                   |         |             |        |             |               |
| 12. фебруар 1968. | Гренобл | Јапан       | 5 : 4  | Румунија    | 3:0, 1:3, 1:1 |
| 12. фебруар 1968. | Гренобл | Норвешка    | 5 : 4  | Аустрија    | 3:1, 2:1, 0:2 |
|                   |         |             |        |             |               |
| 13. фебруар 1968. | Гренобл | Југославија | 10 : 1 | Француска   | 6:0, 1:0, 3:1 |
|                   |         |             |        |             |               |
| 14. фебруар 1968. | Гренобл | Норвешка    | 4 : 3  | Румунија    | 2:2, 1:1, 1:0 |
|                   |         |             |        |             |               |
| 15. фебруар 1968. | Гренобл | Јапан       | 11 : 1 | Аустрија    | 1:0, 6:0, 4:1 |
|                   |         |             |        |             |               |
| 16. фебруар 1968. | Гренобл | Румунија    | 5 : 9  | Југославија | 3:5, 1:1, 1:3 |
|                   |         |             |        |             |               |
| 17. фебруар 1968. | Гренобл | Јапан       | 6 : 2  | Француска   | 0:0, 4:0, 2:2 |
| 17. фебруар 1968. | Гренобл | Југославија | 3 : 2  | Норвешка    | 1:1, 0:0, 2:1 |

## Коначан пласман и признања

### Коначан пласман
Коначан пласман на олимпијском турниру, на светском и европском првенству 1968. био је следећи:
| ОИ  | СП  | ЕП  | Репрезентација   |
|     |     |     | Совјетски Савез  |
|     | 2   | 2   | Чехословачка     |
|     | 3   | —   | Канада           |
| 04. | 4.  | 3   | Шведска          |
| 05. | 5.  | 4   | Финска           |
| 06. | 6.  | —   | Сједињене Државе |
| 07. | 7.  | 5.  | Западна Немачка  |
| 08. | 8.  | 6.  | Источна Немачка  |
| 09. | 9.  | 7.  | Југославија      |
| 10. | 10. | —   | Јапан            |
| 11. | 11. | 8.  | Норвешка         |
| 12. | 12. | 9.  | Румунија         |
| 13. | 13. | 10. | Аустрија         |
| 14. | 14. | 11. | Француска        |

### Најбољи играчи турнира
Најбољи играчи турнира на основу одлуке директората су:
- Најбољи голман:  Кен Бродерик
- Најбољи одбрамбени играч:  Јосеф Горешовски
- Најбољи нападач:  Анатолиј Фирсов

## Састав победничког тима
|                        | Злато |  |  |  |  |  |
|                        | |  |  |  |  |  |
| Освајачи златне медаље | Совјетски Савез Виктор Коноваленко · Виктор Зингер · Александар Рагулин · Виктор Блинов · Виктор Кузкин · Виталиј Давидов · Олег Зајцев · Игор Ромишевски · Виктор Полупанов · Вјачеслав Старшинов · Борис Мајоров · Венијамин Александров · Владимир Викулов · Анатолиј Фирсов · Анатолиј Јонов · Јуриј Моисев · Евгениј Зимин · Селектори: · Аркадиј Чернишов · Анатолиј Тарасов |  |  |  |  |  |